# 1954年ベルギーグランプリ
1954年ベルギーグランプリ (1954 Belgian Grand Prix) は、1954年のF1世界選手権第3戦として、1954年6月20日にスパ・フランコルシャンで開催された。

## レース概要
当レースより前に開催される予定だったオランダGPがキャンセルされたため、ヨーロッパラウンド最初のレースとなった。
メルセデスの新車はまだ登場せず、ファン・マヌエル・ファンジオは前戦（インディ500を除く）アルゼンチンGPに引き続きマセラティをドライブする。マセラティのワークスはファンジオの他、オノフレ・マリモン、セルジオ・マントヴァーニの3台体制。ノンワークスはスターリング・モス、プリンス・ビラ、ロベルト・ミエレスがプライベーターとして参戦する。
フェラーリは、前月に行われたミッレミリアで負傷したジュゼッペ・ファリーナが復帰し、ホセ・フロイラン・ゴンザレスとともに553をドライブする。当レースからモーリス・トランティニアンがワークス入りを果たし、マイク・ホーソーンとともに625をドライブする。地元出身のジャック・スウォーターズはエキュリー・フランコルシャンから参戦する。
ゴルディーニはジャン・ベーラに加え、地元出身のポール・フレールとアンドレ・ピレットの3台体制。
ランチアの新車もメルセデス同様開発が遅れ、前年度チャンピオンのアルベルト・アスカリはこのレースも欠場となった。
36周で行われたレースは、ファンジオがポール・トゥ・ウィン、トランティニアンが2位、モスが3位となった。

## エントリーリスト
当レースでは14台がエントリーされた。
| No.     | ドライバー                           | エントラント                           | コンストラクター | シャシー | エンジン                   | タイヤ |
| ------- | ------------------------------------ | -------------------------------------- | ---------------- | -------- | -------------------------- | ------ |
| 2       | ジャック・スウォーターズ             | エキュリー・フランコルシャン           | フェラーリ       | 500/625  | フェラーリ Tipo625 2.5L L4 | E      |
| 4       | ジュゼッペ・ファリーナ               | スクーデリア・フェラーリ               | フェラーリ       | 553      | フェラーリ Tipo554 2.5L L4 | P      |
| 6       | ホセ・フロイラン・ゴンザレス         | スクーデリア・フェラーリ               | フェラーリ       | 553      | フェラーリ Tipo554 2.5L L4 | P      |
| 8       | モーリス・トランティニアン           | スクーデリア・フェラーリ               | フェラーリ       | 625      | フェラーリ Tipo625 2.5L L4 | P      |
| 10      | マイク・ホーソーン                   | スクーデリア・フェラーリ               | フェラーリ       | 625      | フェラーリ Tipo625 2.5L L4 | P      |
| 12      | ジャン・ベーラ                       | エキップ・ゴルディーニ                 | ゴルディーニ     | T16      | ゴルディーニ 23 2.5L L6    | E      |
| 14      | アンドレ・シモン 1                   | エキップ・ゴルディーニ                 | ゴルディーニ     | T16      | ゴルディーニ 23 2.5L L6    | E      |
| 16      | ポール・フレール                     | エキップ・ゴルディーニ                 | ゴルディーニ     | T16      | ゴルディーニ 23 2.5L L6    | E      |
| 18      | アンドレ・ピレット                   | エキップ・ゴルディーニ                 | ゴルディーニ     | T16      | ゴルディーニ 23 2.5L L6    | E      |
| 20      | プリンス・ビラ                       | プリンス・ビラ                         | マセラティ       | 250F     | マセラティ 250F1 2.5L L6   | P      |
| 22      | スターリング・モス                   | スターリング・モス                     | マセラティ       | 250F     | マセラティ 250F1 2.5L L6   | P      |
| 24      | ロベルト・ミエレス                   | ロベルト・ミエレス                     | マセラティ       | A6GCM    | マセラティ A6 2.0L L6      | P      |
| 26      | ファン・マヌエル・ファンジオ         | オフィシーネ・アルフィエリ・マセラティ | マセラティ       | 250F     | マセラティ 250F1 2.5L L6   | P      |
| 28      | オノフレ・マリモン                   | オフィシーネ・アルフィエリ・マセラティ | マセラティ       | 250F     | マセラティ 250F1 2.5L L6   | P      |
| 30      | セルジオ・マントヴァーニ             | オフィシーネ・アルフィエリ・マセラティ | マセラティ       | 250F     | マセラティ 250F1 2.5L L6   | P      |
| 50      | エマヌエル・ド・グラッフェンリード 2 | バロン・デ・グラッフェンリート         | マセラティ       | A6GCM    | マセラティ A6 2.0L L6      | P      |
| ソース: |                                      |                                        |                  |          |                            |        |

追記
- ^1 - シモンは病気のため欠場
- ^2 - ド・グラッフェンリードは映画「スピードに命を賭ける男（The Racers）」の撮影用マシンを走らせた

## 予選
ファンジオが1951年にアルファロメオ・159で記録した4:25.0を上回る4:22.1のコースレコードでポールポジションを獲得した。ゴンザレスは1.5秒差の2位だったが、ハンドリングの改善に満足していた。ファリーナはマシンのセッティングが決まらず、ゴンザレスと2秒以上遅れて3位に終わった。
| 順位    | No. | ドライバー                   | コンストラクター | タイム | 差     |
| ------- | --- | ---------------------------- | ---------------- | ------ | ------ |
| 1       | 26  | ファン・マヌエル・ファンジオ | マセラティ       | 4:22.1 | —      |
| 2       | 6   | ホセ・フロイラン・ゴンザレス | フェラーリ       | 4:23.6 | + 1.5  |
| 3       | 4   | ジュゼッペ・ファリーナ       | フェラーリ       | 4:26.0 | + 3.9  |
| 4       | 28  | オノフレ・マリモン           | マセラティ       | 4:27.6 | + 5.5  |
| 5       | 10  | マイク・ホーソーン           | フェラーリ       | 4:29.4 | + 7.3  |
| 6       | 8   | モーリス・トランティニアン   | フェラーリ       | 4:30.0 | + 7.9  |
| 7       | 12  | ジャン・ベーラ               | ゴルディーニ     | 4:34.5 | + 12.4 |
| 8       | 18  | アンドレ・ピレット           | ゴルディーニ     | 4:40.0 | + 17.9 |
| 9       | 22  | スターリング・モス           | マセラティ       | 4:40.8 | + 18.7 |
| 10      | 16  | ポール・フレール             | ゴルディーニ     | 4:42.0 | + 19.9 |
| 11      | 30  | セルジオ・マントヴァーニ     | マセラティ       | 4:42.0 | + 19.9 |
| 12      | 24  | ロベルト・ミエレス           | マセラティ       | 4:43.8 | + 21.7 |
| 13      | 20  | プリンス・ビラ               | マセラティ       | 4:46.5 | + 24.4 |
| 14      | 2   | ジャック・スウォーターズ     | フェラーリ       | 4:54.2 | + 32.1 |
| ソース: |     |                              |                  |        |        |

## 決勝
決勝は予選を走行した14台に加え、映画「ザ・レーサーズ」の撮影用カメラを搭載したマセラティ・A6GCMをエマヌエル・ド・グラッフェンリードがドライブした。
スタートでファンジオが出遅れ、ゴンザレスとファリーナの先行を許す。ミエレスのマセラティが炎に包まれたが、ミエレスはマシンを飛び降りて軽いやけどを負っただけで済んだ。
トップに浮上したゴンザレスは1周目にコンロッドが折れてリタイアとなった。これでトップに立ったファリーナだったが、3周目にファンジオがファリーナを抜いてトップに立った。
10周目、ファンジオのフロントサスペンションが壊れてファリーナに再び先行される。しかし、14周目にファリーナのエンジンが壊れてリタイアとなり、あとはファンジオが冷静沈着な走りで逃げ切った。
フェラーリ加入後最初のレースとなったトランティニアンが2位、モスが3位に食い込み、ともに初の表彰台に立った。
| 順位    | No. | ドライバー                                      | コンストラクター | 周回数 | タイム/リタイア | グリッド | ポイント |
| ------- | --- | ----------------------------------------------- | ---------------- | ------ | --------------- | -------- | -------- |
| 1       | 26  | ファン・マヌエル・ファンジオ                    | マセラティ       | 36     | 2:44:42.4       | 1        | 9        |
| 2       | 8   | モーリス・トランティニアン                      | フェラーリ       | 36     | + 24.2          | 6        | 6        |
| 3       | 22  | スターリング・モス                              | マセラティ       | 35     | + 1 Lap         | 9        | 4        |
| 4       | 10  | マイク・ホーソーン ホセ・フロイラン・ゴンザレス | フェラーリ       | 35     | + 1 Lap         | 5        | 1.5      |
| 5       | 18  | アンドレ・ピレット                              | ゴルディーニ     | 35     | + 1 Lap         | 8        | 2        |
| 6       | 20  | プリンス・ビラ                                  | マセラティ       | 35     | + 1 Lap         | 13       |          |
| 7       | 30  | セルジオ・マントヴァーニ                        | マセラティ       | 34     | + 2 Laps        | 11       |          |
| Ret     | 4   | ジュゼッペ・ファリーナ                          | フェラーリ       | 14     | イグニッション  | 3        |          |
| Ret     | 16  | ポール・フレール                                | ゴルディーニ     | 14     | エンジン        | 10       |          |
| Ret     | 12  | ジャン・ベーラ                                  | ゴルディーニ     | 12     | サスペンション  | 7        |          |
| Ret     | 28  | オノフレ・マリモン                              | マセラティ       | 3      | エンジン        | 4        |          |
| Ret     | 6   | ホセ・フロイラン・ゴンザレス                    | フェラーリ       | 1      | エンジン        | 2        |          |
| Ret     | 2   | ジャック・スウォーターズ                        | フェラーリ       | 1      | エンジン        | 14       |          |
| Ret     | 24  | ロベルト・ミエレス                              | マセラティ       | 0      | 火災            | 12       |          |
| ソース: |     |                                                 |                  |        |                 |          |          |

## 注記
- 車両共有 – 10号車: ホーソーン(20周)、ゴンザレス(15周)
- 初表彰台: トランティニアン(2位)、モス(3位)
- 初ポイント: モス(3位・4ポイント)、ピレット(5位・2ポイント。ピレットは当レースが唯一の入賞となった)
- ファンジオはF1通算11回目のファステストラップを記録し、自身が持つ最多記録を更新した。
- ファリーナは当レースが1954年のF1における最終出走となった。
- ド・グラッフェンリードは映画「ザ・レーサーズ」の撮影のため、マセラティ・A6GCMを走らせた。

## 第3戦終了時点でのランキング
ドライバーズ・チャンピオンシップ
|   | 順位 | ドライバー                   | ポイント |
| - | ---- | ---------------------------- | -------- |
|   | 1    | ファン・マヌエル・ファンジオ | 17       |
| 5 | 2    | モーリス・トランティニアン   | 9        |
| 1 | 3    | ビル・ブコビッチ             | 8        |
| 1 | 4    | ホセ・フロイラン・ゴンザレス | 6.5      |
| 2 | 5    | ジュゼッペ・ファリーナ       | 6        |

- 注: トップ5のみ表示。ベスト5戦のみがカウントされる。